# Sukhoi Su-25
Sukhoi Su-25 "Grach" (tiếng Nga: Сухой Су-25; tên ký hiệu của NATO: Frogfoot) là một loại máy bay cường kích cận âm hai động cơ được sản xuất, phát triển ở Liên Xô bởi hãng Sukhoi. Nó được thiết kế để hỗ trợ không lực tầm gần cho Lục quân Liên Xô. Nguyên mẫu đầu tiên đã thực hiện chuyến bay đầu tiên vào ngày 22 tháng 2 năm 1975. Sau khi thử nghiệm, máy bay được đưa vào sản xuất hàng loạt từ năm 1978 tại Tbilisi thuộc Cộng hòa Xã hội chủ nghĩa Xô viết Gruzia.
Các biến thể ban đầu bao gồm phiên bản máy bay huấn luyện hai chỗ ngồi Su-25UB, Su-25BM và Su-25K dành cho xuất khẩu. Một số máy bay được nâng cấp lên thành phiên bản Su-25SM vào năm 2012. Su-25T và Su-25TM (còn được gọi là Su-39) là những phiên bản phát triển tiếp theo, không được sản xuất với số lượng đáng kể. Su-25 và Su-34 là những máy bay bọc thép cánh cố định duy nhất được sản xuất vào năm 2007. Su-25 vẫn đang phục vụ cho Nga, các quốc gia thuộc CIS và các khách hàng xuất khẩu. Quá trình sản xuất Su-25 kết thúc ở Nga vào năm 2017 và ở Gruzia vào năm 2010. Nhiều nỗ lực tiếp tục được thực hiện nhằm khởi động lại sản xuất ở Gruzia bằng cách sử dụng các khung máy bay đã được hoàn thiện một phần, nhưng không có đơn hàng mới nào được báo cáo tính đến tháng 6 năm 2022.
Kể từ khi được đưa vào phục vụ hơn 43 năm trước, Su-25 đã tham chiến trong nhiều cuộc xung đột khác nhau. Nó được sử dụng nhiều trong Chiến tranh Liên Xô-Afghanistan, thực hiện các nhiệm vụ chống nổi dậy trước các nhóm Mujahideen tại Afghanistan. Không quân Iraq đã sử dụng Su-25 để chống lại Iran trong Chiến tranh Iran-Iraq. Hầu hết máy bay Su-25 của Iraq sau đó đã bị phá hủy hoặc bay đến Iran trong Chiến tranh Vùng Vịnh năm 1991. Không quân Gruzia đã sử dụng Su-25 trong Chiến tranh Abkhazian từ năm 1992 đến năm 1993. Không quân Bắc Macedonia đã sử dụng Su-25 để chống lại quân nổi dậy Albania trong cuộc xung đột tại Bắc Macedonia năm 2001, sau đó Gruzia và Nga đều sử dụng nó trong Chiến tranh Nam Ossetia năm 2008. Các quốc gia châu Phi gồm Bờ Biển Ngà, Tchad và Sudan đã sử dụng Su-25 trong các cuộc nội chiến và xung đột địa phương. Gần đây, Su-25 đã được chứng kiến phục vụ trong cuộc can thiệp của Nga vào nội chiến Syria, các cuộc đụng độ trong Chiến tranh Nagorno-Karabakh năm 2020 và Chiến dịch quân sự đặc biệt tại Ukraine năm 2022.

## Lịch sử phát triển

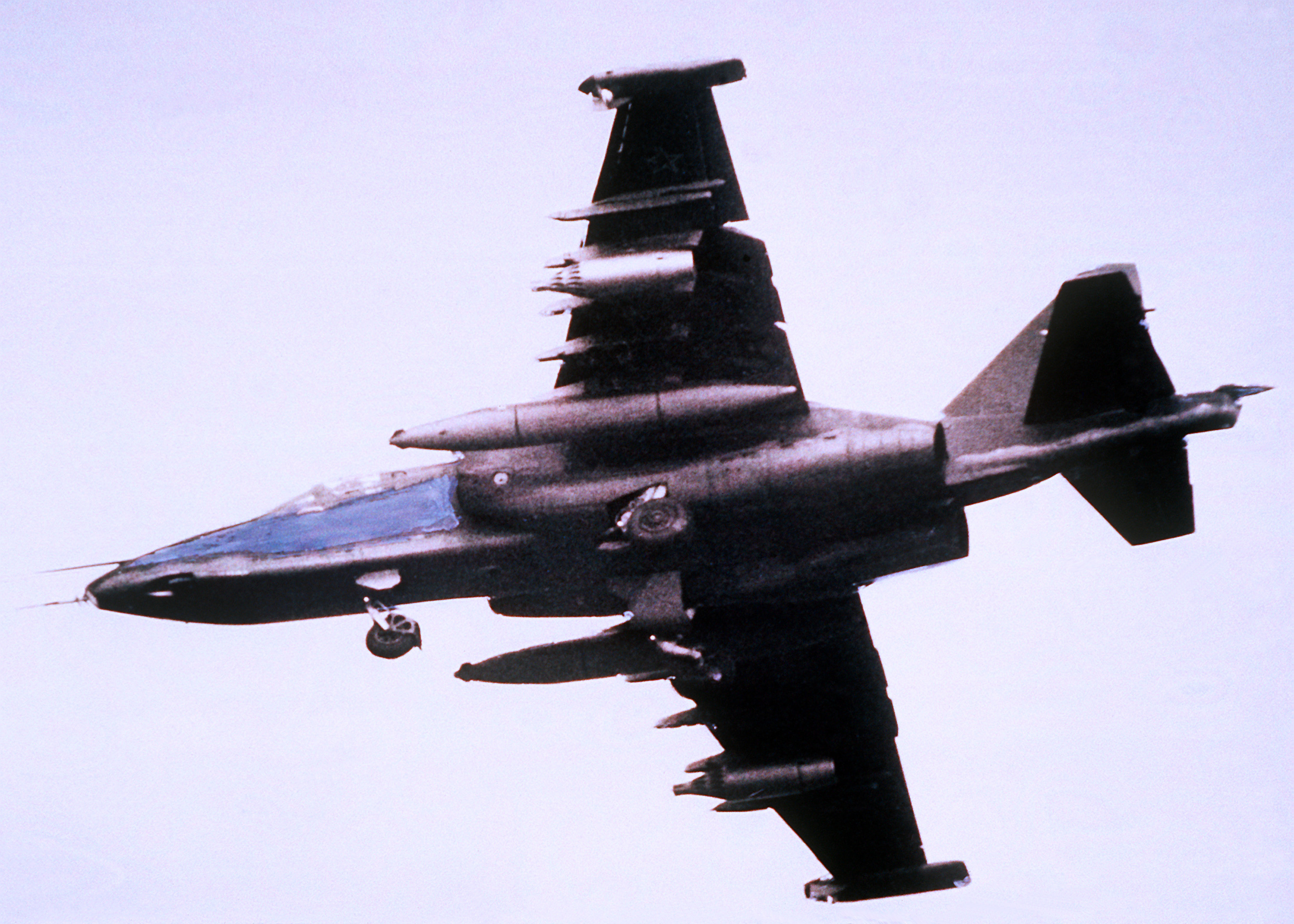
Su-25 có trang bị một phần vũ khí đang bay

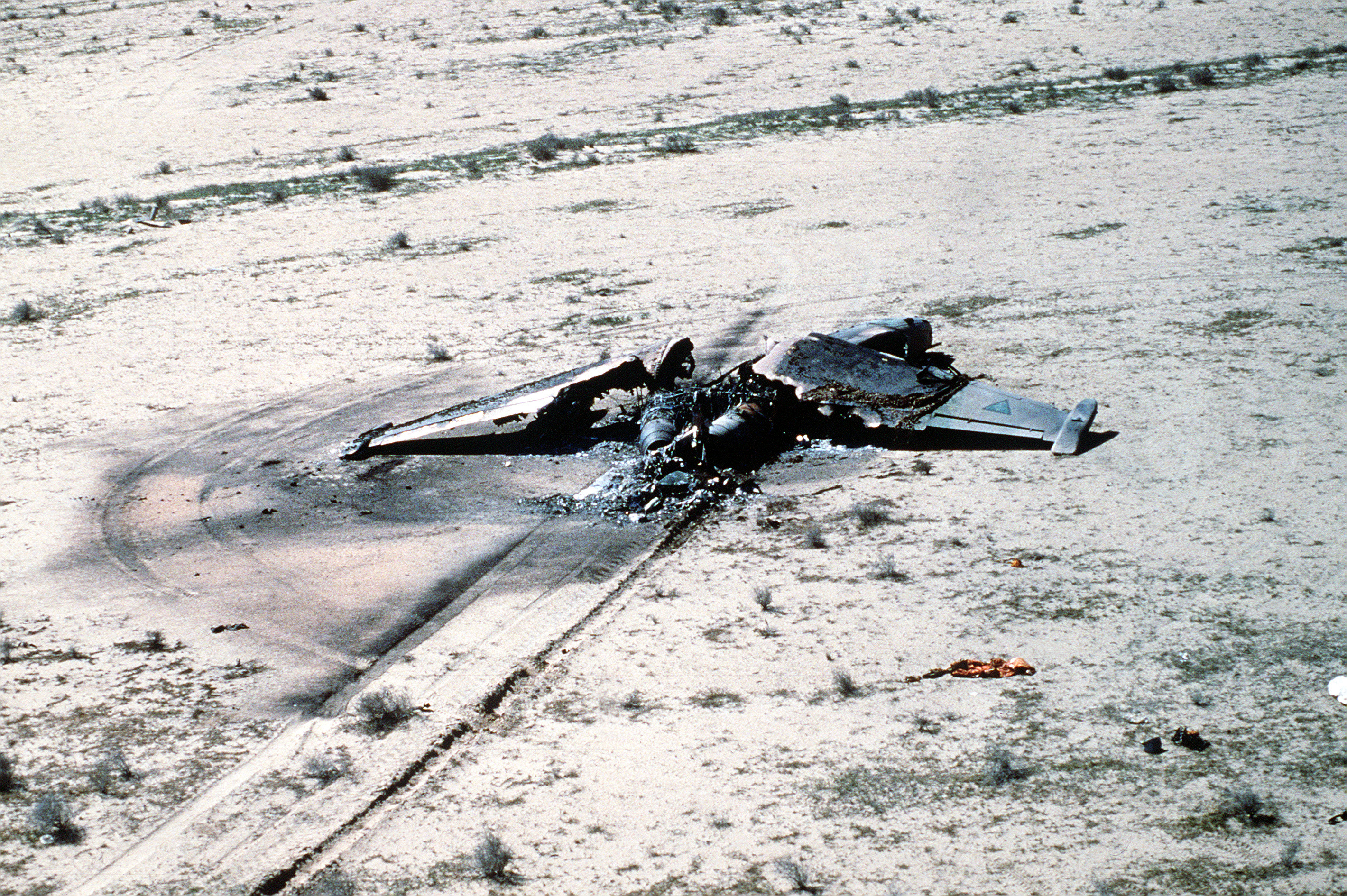
Su-25 của quân đội Saddam Hussein bị Liên quân bắn hạ trong Chiến tranh Vùng Vịnh

Vào khoảng cuối những năm 1960s, Không quân Liên Xô khi này sử dụng các loại tiêm kích bom siêu thanh như Su-7, Su-17 và Mig-23BN. Các loại tiêm kích bom này tuy có tốc độ cao, được trang bị nhiều loại vũ khí dẫn đường chính xác cao, các hệ thống ngắm bắn-dẫn đường hiện đại, khả năng cơ động tốt song đối với các mục tiêu như lô cốt hoặc nhóm bộ binh thì những tính nagw này tỏ ra thừa thãi và không cần thiết. Bên cạnh đó, do bay với tốc độ siêu thanh, các loại tiêm kích bom này gặp nhiều khó khăn khi thực hiện nhiệm vụ yểm trợ hoả lực tầm gần. Vì vậy, Liên Xô quyết định tìm 1 loại cường kích mới, có tốc độ cận âm nhằm yểm trợ hoả lực đường không hiệu quả hơn. Những yêu cầu chính cho mẫu cường kích mới :
- Phải được bọc giáp tốt nhằm tăng khả năng sống sót trước các loại hoả lực mặt đất, tên lửa vác vai
- Đơn giản, dễ điều khiển
- Có thời gian sẵn sàng chiến đấu ngắn, có thể xuất kích từ sân bay dã chiến

Trong bối cảnh đó, cục thiết kế Sukhoi dưới sự dẫn dắt của Oleg Sergeevich Samoilovich, 1 cựu chỉ huy xe tăng T-34 trong Chiến tranh thế giới thứ hai, đã nhanh chóng phác thảo xong mẫu máy bay mới, gọi là T-8. Cục thiết kế Sukhoi tiếp tục phát triển và hoàn thiện mẫu T-8 vào cuối năm 1968. 2 nguyên mẫu là T-8-1 và T-8-2 cũng bắt đầu được chế tạo, dưới định danh là SPB - Máy bay chiến trường.
Năm 1969, Bộ Công nghiệp hàng không Liên Xô tổ chức cuộc thi thiết kế mẫu cường kích mới. 4 cục thiết kế tham gia cuộc thi gồm Mikoyan với một mẫu Mig-21 sửa đổi, Yakolev với mẫu Yak-28LSh, Ilyushin với mẫu T-102 (IL-102) và Sukhoi với mẫu T-8 (Su-25). Cuối cùng, thiết kế của Sukhoi được chọn sau nhiều lần thử nghiệm bởi các tính năng vượt trội của mình.
Nguyên mẫu đầu tiên, T-8-1, được hoàn thành vào tháng 11 năm 1974 và thực hiện chuyến bay đầu tiên vào ngày 22 tháng 2 năm 1975, do  Vladimir Ilyushin, con trai nhà thiết kế hàng không Sergey Ilyushin điều khiển. Các chuyến bay thử nghiệm tiếp tục diễn ra cho đến tháng 10 năm 1976 và sau đó tiếp tục có những sửa đổi về kỹ thuật. Năm 1978, 2 nguyên mẫu T-8-1 và T-8-2 chính thức bước vào thử nghiệm cấp nhà nước giai đoạn 1 kết hợp với đánh giá thực tế ở Afghanistan. Từ 16 tháng 4 năm 1980 cho đến 5 tháng 6 năm 1980, 2 nguyên mẫu Su—25 đã thực hiện 100 chuyến bay thử, gồm 44 nhiệm vụ chiến đấu. Năm 1981, Không quân Liên Xô chính thức tiếp nhận loại cường kích mới mà đặt định danh là Su-25.
Trong quá trình phát triển, Cục thiết kế Sukhoi đã chọn Nhà máy hàng không Tbilisi số 31 mang tên Dimitrov (Tbilisi, Gruzia) làm nơi sản xuất Su-25. Ngày 18 tháng 6 năm 1979, chiếc Su-25 đầu tiên được sản xuất hàng loạt đã hoàn thành bay thử do phi công thử nghiệm Yu.A. Yegorov điều khiển. Nhà máy hàng không Tbilisi số 31 mang tên Dimitrov đã sản xuất hơn 800 chiếc Su-25 gồm nhiều phiên bản, cho nhiều quốc gia trên thế giới.
Su-25 có tên gọi khác là Grach (rook) do các phi công của Cộng đồng các Quốc gia Độc lập (CIS) đặt cho, và được sử dụng rộng rãi bởi Liên Xô trong suốt cuộc chiến tranh ở Afghanistan vào những năm 1980. 22 chiếc Su-25 đã bị mất trong cuộc chiến này.
Phiên bản huấn luyện 2 chỗ Su-25UB cũng được chế tạo, bao gồm một số nhỏ AVMF có tên gọi là Su-25UTG. Những chiếc máy bay huấn luyện này có khung và một móc hãm được gia cố để tập các bài tập hạ cánh trên tàu sân bay. Su-25UTG bay lần đầu tiên vào tháng 9 năm 1988, và khoảng 10 chiếc đã được sản xuất. Một nửa trong số 10 chiế Su-25UTG được sử dụng trong Hải quân Nga, trên tàu sân bay Đô đốc Kuznetsov. Hải quân Nga được trang bị thêm 10 chiếc Su-25UBP nữa, giống như Su-25UTG trước đó, nhưng Su-25UBP có hệ thống tiếp nhiên liệu trên không.
Những phiên bản tấn công hiện đại hơn, là Su-25T và sau đó là Su-25TM (Su-39), được phát triển với một hệ thống dẫn đường/tấn công hiện đại, khả năng tồn tại tốt hơn, và có thể mang vũ khí dẫn đường chính xác. Chỉ một số lượng nhỏ của mỗi phiên bản được sản xuất. Tuy nhiên, những hệ thống cải tiến từ máy bay này đã được dùng trong Su-25SM, một series nâng cấp sản xuất cho Không quân Nga, nó có khả năng tồn tại cao và không chiến tốt.
Phiên bản nâng cấp Su-25KM "Scorpion- bọ cạp", được phát triển bởi một công ty hàng không vũ trụ của Gruzia và Tbilisi Aerospace Manufacturing liên kết với Elbit Systems của Israel, được tăng cường với nhiều hệ thống điện tử hiện đại nhất, được thiết kế để nâng cao những năng lực tiềm tàng và trở thành một mô hình cho máy bay hỗ trợ/tấn công mặt đất trong thế kỷ 21. Hệ thống điện tử hàng không bao gồm buồng lái kính chống đạn, bản đồ chuyển động số, màn hình và màn hình hiển thị trên mũ phi công, hệ thống vũ khí được vi tính hóa, khả năng sắp đặt trước để hoàn thành nhiệm vụ, sao lưu dữ liệu, đáng tin cậy và rất dễ dàng để bảo dưỡng. Hiệu suất của máy bay được nâng cao bao gồm: dẫn đường chính xác cao, hệ thống vũ khí chính xác cao, bay trong mọi thời tiết cả ngày lẫn đêm, tương thích với các trang bị của NATO, khả năng bảo vệ sống sót cao, phù hợp với những nhu cầu của các khách hàng quốc tê.
Sukhoi Su-28 được chế tạo như một phiên bản của Su-25UB, nó có vai trò huấn luyện và biểu diễn bay.

## Biến thể
- Các phiên bản Su-25 một chỗ gồm:

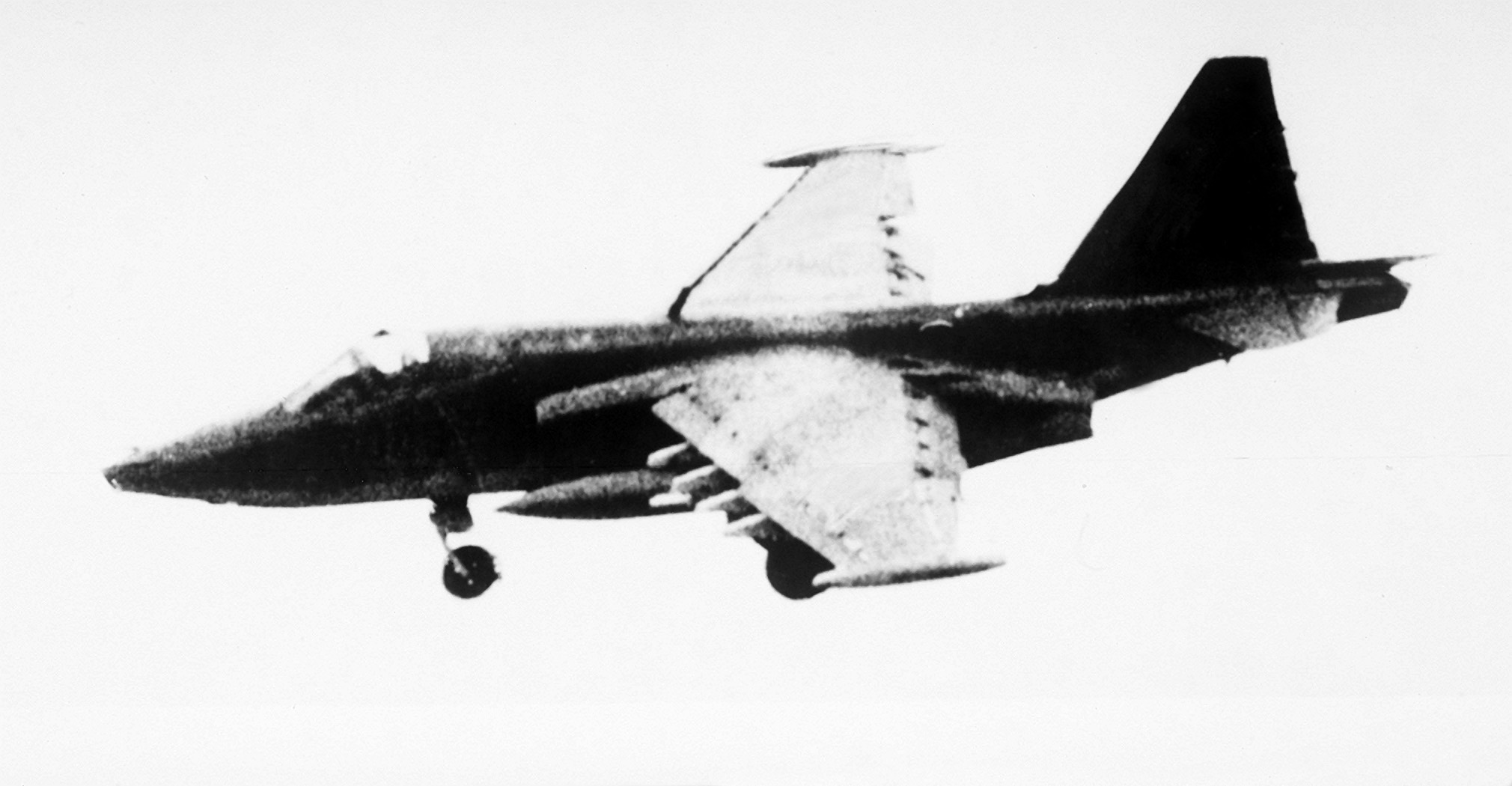
Su-25 của Liên Xô

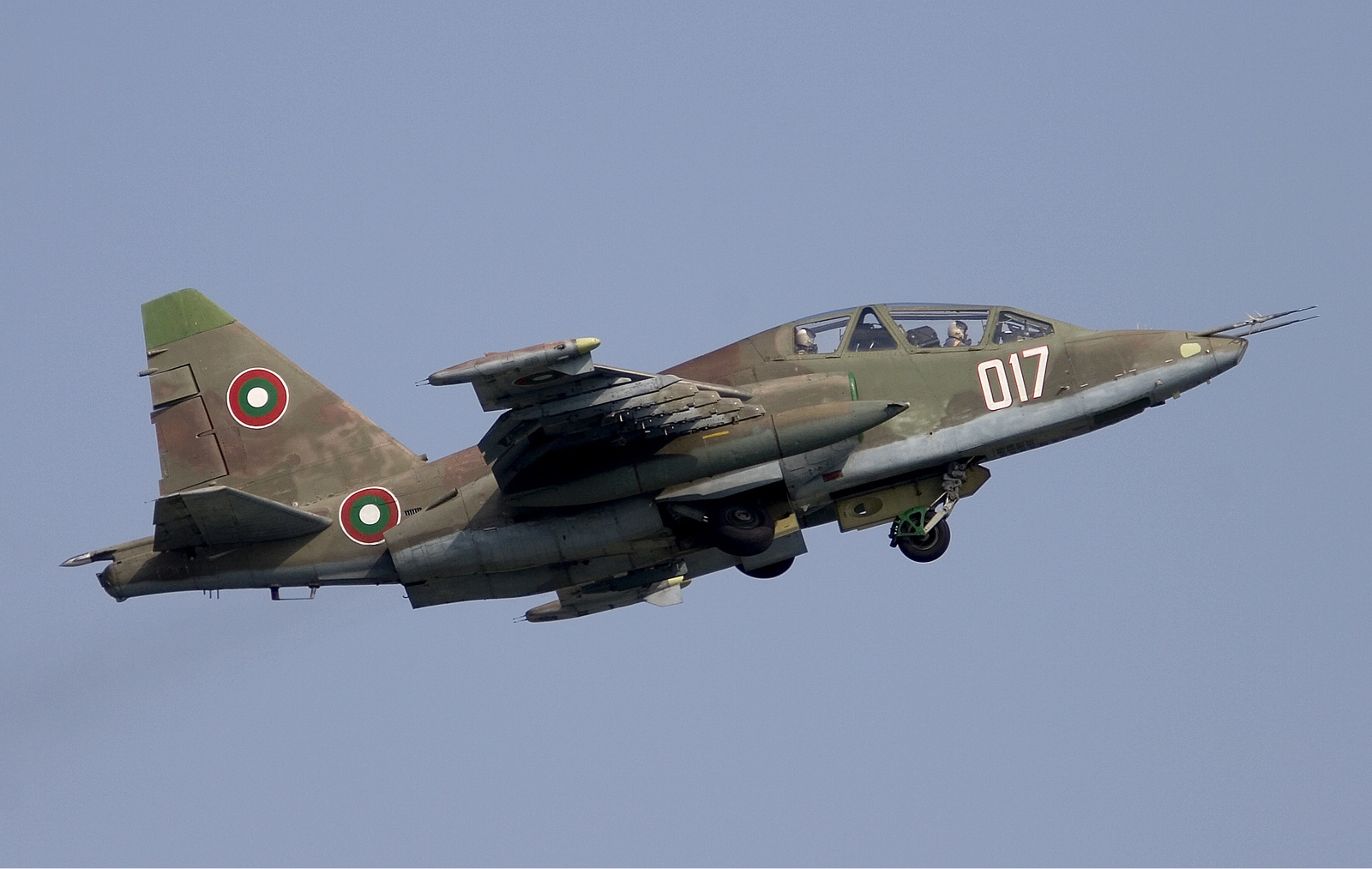
Su-25UBK của Bulgaria

  - Su-25: mẫu hoàn chỉnh đầu tiên, 582 chiếc được chế tạo.
  - Su-25BM: phiên bản kéo mục tiêu bay, 50 chiếc được chế tạo.
  - Su-25K: phiên bản xuất khẩu một chỗ, 180-185 chiếc được chế tạo.
  - Su-25T: Phiên bản chuyên chống tăng, được nâng cấp mạnh về hệ thống điện tử cho phép triển khai nhiều loại vũ khí chính xác như bom thông minh KAB-500Kr, rocket dẫn đường laser S-25L và tên lửa chống tăng 9K127 Vikhr. Su-25T cũng được tăng cường thêm giáp và lắp thêm hệ thống ngắm bắn quang truyền hình I-251 Shkval và có thể mang theo hệ thống quang điện Mercury dưới bụng. 3 nguyên mẫu Su-25T được chế tạo trong giai đoạn 1983-1986 và sau đó đã có 8 mẫu sản xuất hàng loạt vào những 1990s. Tuy nhiên chương trình Su-25T đã bị hủy vào năm 2000.
  - Su-25TM ("Su-39"): Phiên bản Su-25T nâng cấp, được tăng cường hơn nữa hệ thống ngắm bắn và định vị cũng như tăng khả năng sống sót. Su-25TM được bổ sung thêm radar gắn ngoài Kopyo-25 cho phép dẫn bắn các tên lửa không đối không như R-27, RVV-AE, R-73E cùng các loại tên lửa đối hải như Kh-31 và Kh-35. Chương trình Su-25TM hay định danh xuất khẩu là Su-39 không tìm được khách hàng và hiện đã bị hủy bỏ
  - Su-25SM: phiên bản nâng cấp một chỗ cho Không quân Nga với hệ thống điện tử cải tiến, 2 chiếc đã được chế tạo, chương trình đang tiếp tục phát triển.
  - Su-25KM Scorpion: Phiên bản nâng cấp thuộc dự án hiện đại hóa Su-25 hợp tác giữa Tibilisi Aircraft Manufacturing (TAM) và Eblit System của Israel. Có khoảng 12 chiếc được chế tạo cho Không quân Gruzia tuy nhiên hiện đã dừng sản xuất
  - Su-25SM3: phiên bản nâng cấp toàn diện hệ thống quang điện tử bao gồm kính ngắm kiêm máy ảnh nhiệt SOLT-25,hệ thống cảnh báo tên lửa (MAW) L-370 và hệ thống cảnh báo radar (RWR) L-150-16M mới,máy bay còn có thể trang bị thêm các tên lửa không đối đất mới thuộc dòng KH-38 (X-38),10 chiếc đã được nâng cấp từ cuối năm 2017.
- Các phiên bản Su-25 hai chỗ gồm:
  - Su-25UB: phiên bản huấn luyện sửa đổi 2 chỗ, có thể đã có 130-180 chiếc được chế tạo.
  - Su-25UBK: phiên bản xuất khẩu 2 chỗ, có thể đã có 20 chiếc được chế tạo.
  - Su-25UT ("Su-28"): phiên bản DOSAAF trong kế hoạch, một chiếc được sửa đổi từ Su-24UB.
  - Su-25UTG: phiên bản huấn luyện hải quân, với bộ phận hạ cánh hãm và móc hãm. 10 chiếc được chế tạo.
  - Su-25UBP: Su-25UTG với khả năng tiếp nhiên liệu trên không, 10 chiếc đã được chế tạo từ Su-25UB.
  - Su-25UBM: phiên bản nâng cấp 2 chỗ của Không quân Nga với hệ thống điện tử hiện đại, chương trình đa phát triển.

## Các nhà khai thác

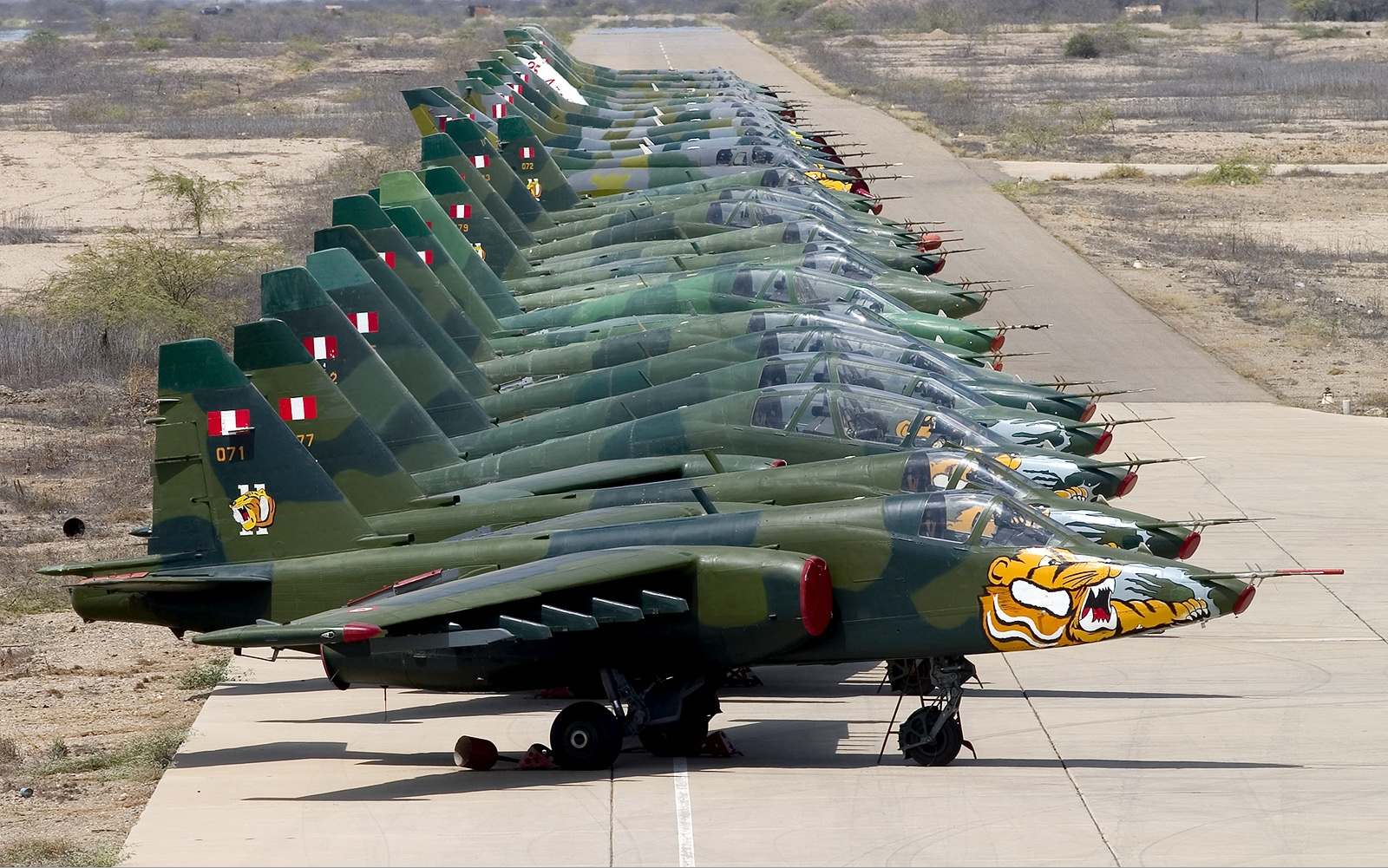
Su-25 tại Peru

- Afghanistan: 50 chiếc bao gồm cả những cái phục vụ huấn luyện đã được sử dụng bởi Không quân Afghanistan từ năm 1988.
- Angola:
- Armenia: 15 chiếc vẫn đang hoạt động
- Azerbaijan:
- Belarus:
- Bulgaria:
- Côte d'Ivoire: 2 chiếc, sau đó đã bị Pháp phá hủy
- Cộng hòa Séc: 25 chiếc, đã nghỉ hưu
- Eritrea: mua 6 chiếc từ Gruzia
- Ethiopia:
- Gruzia:
- Iran:
- Iraq:
- Kazakhstan:
- Macedonia:
- Bắc Triều Tiên:
- Peru:
- Nga:
- Liên Xô:
- Slovakia:
- Turkmenistan:
- Ukraina:
- Uzbekistan:

## Các thông số kỹ thuật (Su-25/Su-25K)

Sơ đồ cấu tạo của Su-25

Nguồn: Jane's All The World's Aircraft 2003–2004, Sukhoi, deagel.com, airforce-technology.com

### Đặc tính chung
- Phi hành đoàn: 1
- Chiều dài: 15.53 m (50 ft 11)
- Sải cánh: 14.36 m (47 ft 1 in)
- Chiều cao: 4.80 m (15 ft 9 in)
- Diện tích : 30.1 m² (324 ft²)
- Trọng lượng rỗng: 9.185 kg (20.250 lb)
- Trọng lượng cất cánh: 14.600 kg (32.190 lb)
- Trọng lượng cất cánh tối đa: 17.600 kg (38.800 lb)
- Động cơ: 2 × động cơ phản lực Tumansky R-195, công suất 44.18 kN (9.932 lbf) mỗi chiếc

### Đặc tính bay
- Vận tốc cực đại: 975 km/h (606 mph)
- Tầm bay: 375 km (235 mi) (chiến đấu), 1.950 km (1.210 mi) (tuần tiễu)
- Trần bay: 7.000 m (22.200 ft)
- Vận tốc bay lên: 58 m/s (11.400 ft/min)
- Áp lực lên cánh: 584 kg/m² (119 lb/ft²)
- Lực đẩy/trọng lượng: 0.51

### Vũ khí
- 1 x pháo nòng đôi Gryazev-Shipunov GSh-30-2 30 mm với 250 viên đạn
- 11 giá treo vũ khí mang được 4.400 kg (9.700 lb) vũ khí gồm:
  - Các tên lửa: 2 tên lửa không đối không tầm ngắn Molniya R-60 hoặc các tên lửa không đối không cho việc phòng vệ.
  - Các bom công dụng chung, bom chùm, rocket, bom dẫn đường.
  - Các tên lửa không đối đất như Kh-25ML, Kh-29, Kh-59.
  - Các tên lửa chống bức xạ như Kh-58.

### Máy bay liên quan
- Sukhoi Su-28

### Máy bay tương tự
- Fairchild Republic A-10 Thunderbolt II
- Ilyushin Il-102
- Northrop YA-9
- IAR-93/Soko J-22 Orao